# Flugzeugkollision von Anapa

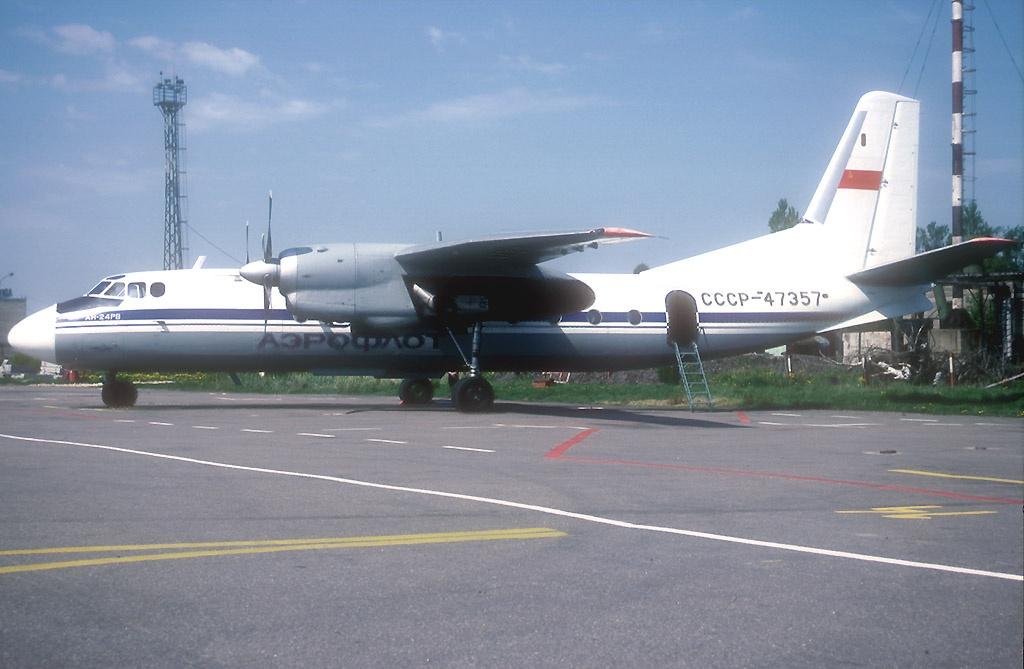
Eine Antonow An-24RW der Aeroflot

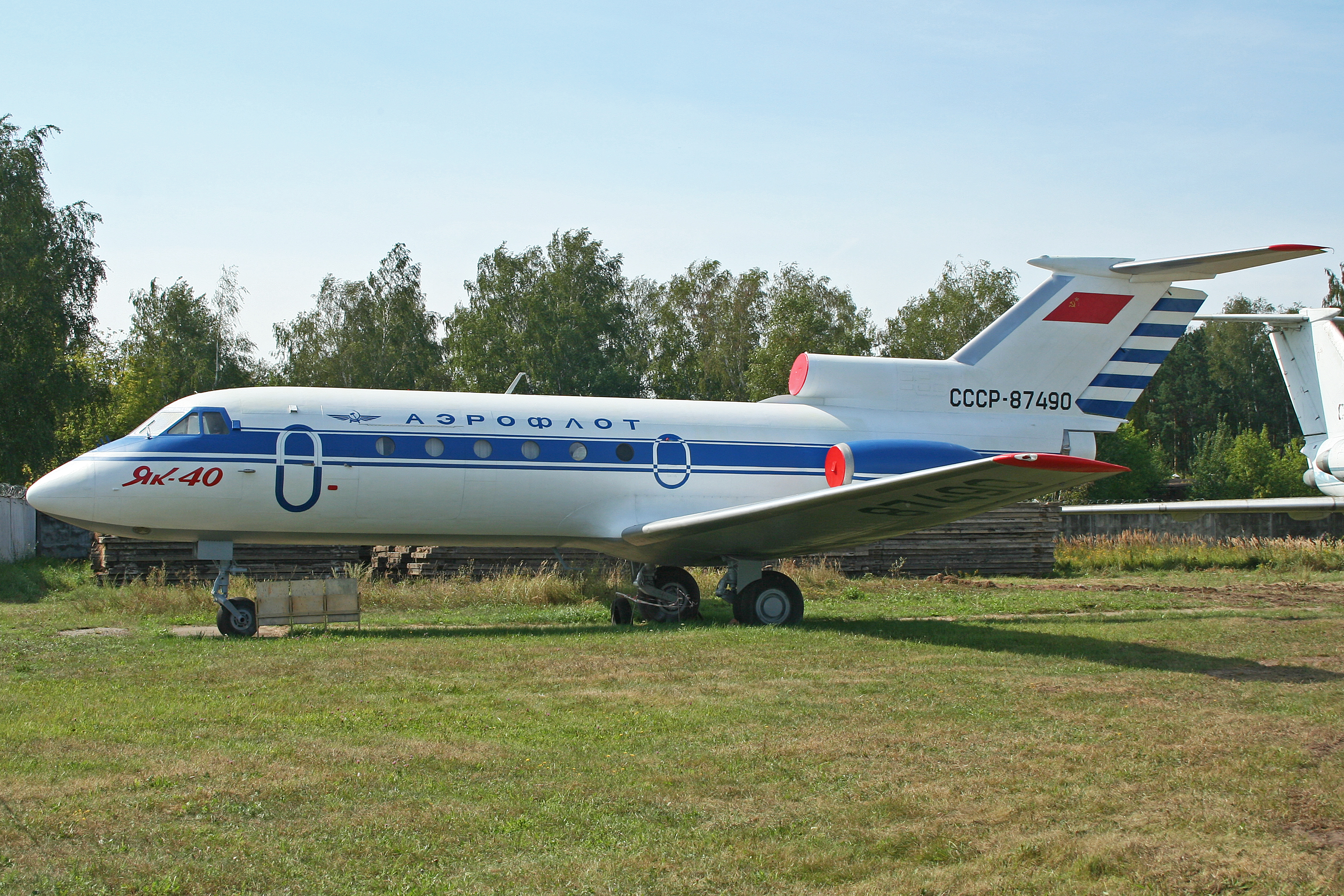
Eine Jakowlew Jak-40 der Aeroflot

Bei der Flugzeugkollision von Anapa kollidierten am 9. September 1976 eine Jakowlew Jak-40 und eine Antonow An-24, beides Flugzeuge der Aeroflot, und stürzten ins Schwarze Meer. Ursache des Zusammenstoßes war ein Fehler des Fluglotsen.

## Flugzeuge
Die drei Jahre alte Antonow An-24RW mit dem Luftfahrzeugkennzeichen СССР-46518 befand sich auf dem Linienflug von Homel über Donezk nach Sotschi. Die sechs Jahre alte Jakowlew Jak-40 mit dem Luftfahrzeugkennzeichen СССР-87772 befand sich auf dem Linienflug von Rostow am Don nach Kertsch.

## Verlauf
Die Jak-40 war um 12:47 Uhr in Rostow gestartet. Die Piloten nahmen um 13:30 Uhr Kontakt mit dem Fluglotsen für den westlichen Luftraum von Krasnodar auf. Gegen 13:34 Uhr befand sich die Jak-40 beim Navigationspunkt Nowodmitrijewskaja auf 5700 Metern Höhe. Die Jak-40 sollte die Höhe halten und weiter Richtung Gelendschik fliegen. Der Fluglotse forderte aber die Piloten nicht auf, nach Gelendschik auf eine niedrigere Höhe zu sinken, obwohl er es laut Vorschrift hätte tun müssen.
Die An-24 war um 12:56 Uhr in Donezk gestartet; ihre Piloten und meldeten um 13:32 den Einflug in den Luftraum von Krasnodar. Die An-24 befand sich zu diesem Zeitpunkt in 5700 Metern Höhe über Primorsko-Achtarsk. Gegen 13:47 Uhr meldeten die Piloten der An-24 das Erreichen des Navigationspunktes Anapa. Der Fluglotse wies die Piloten an, auf gleicher Höhe weiter nach Dschubga zu fliegen.
Um 13:51 Uhr kollidierten die Jak-40 und die An-24 in 5700 Metern Höhe miteinander. Ein Propeller der An-24 traf das Höhenleitwerk der Jak-40 und riss es ab. Beide Flugzeuge stürzten ins Schwarze Meer und die Trümmer sanken auf 500 bis 600 Meter Tiefe. Alle 70 Insassen starben. Nur die Leichen und die Trümmer der An-24 sowie das Höhenleitwerk der Jak-40 wurden geborgen. Das restliche Wrack der Jak-40 mitsamt deren Insassen wurde nicht gefunden. Der Fluglotse, der den Zusammenstoß verursachte, war schon mehr als sechs Stunden im Dienst gewesen, als es zu dem Unfall kam.

## Sonstiges
Nur einen Tag später kam es zur Flugzeugkollision von Zagreb. Alle 176 Insassen beider Maschinen starben.